# Allium exaltatum
Allium exaltatum är en amaryllisväxtart som först beskrevs av Robert Desmond Meikle, och fick sitt nu gällande namn av Brullo, Pavone, Salmeri och Venora. Allium exaltatum ingår i släktet lökar, och familjen amaryllisväxter. IUCN kategoriserar arten globalt som sårbar.
Artens utbredningsområde är Cypern. Inga underarter finns listade i Catalogue of Life.